# Villa gallo-romaine de Lassalles
La villa gallo-romaine de Lassalles est située au lieu-dit Lassalles sur la commune française de Montmaurin (département de la Haute-Garonne), dans le Comminges et la région Occitanie.
Elle est l'une des plus vastes villas gallo-romaines de la Gaule aquitaine. Ses dimensions et son luxe illustrent la prospérité économique exceptionnelle que connut le Sud-Ouest de la Gaule entre le IVe et le VIe siècle. L'exploitation agricole fut implantée durant la Pax Romana, au Ier siècle. Ses terres couvraient une superficie de plus d'un millier d'hectares. À partir du IVe siècle, la résidence du maître fut transformée en un palais s'étendant sur 5 800 mètres carrés. La villa fut habitée jusqu'à la fin du Ve siècle ou au début du VIe.

## Situation géographique
Les bâtiments de villa gallo-romaine de Lassalles sont implantés dans le piémont pyrénéen, près de la route D9d reliant Montmaurin à Sarremezan au sud-est, à un kilomètre environ au sud de l'entrée des gorges de la Save, près du pont de la Save : à cet endroit (le lieu-dit Lassalles), la vallée en se rétrécissant avant d'entrer dans les gorges forme une petite plaine.
Elle ne doit pas être confondue avec la villa gallo-romaine de La Hillère, plus modeste et située 1 km plus au nord, également au bord de la Save.

## Fouilles archéologiques
Le site était connu dès la fin du XIXe siècle. On y a vu un ancien «couvent des Templiers» jusqu'à ce qu'en 1865, l'archéologue Anthyme Saint-Paul reconnaisse le caractère romain des vestiges.
Entre 1879 et 1881, Isidore Miro acheta les parcelles pour soustraire les ruines au pillage.
Puis avec l'abbé Jean-Marie Couret, ils firent les premiers sondages entre 1879 et 1882. Un plan général de la villa, très correct, fut publié par l'abbé Couret en 1903. À partir de fin 1947, l'archéologue Georges Fouet commença à mener des fouilles exhaustives ; ses campagnes se poursuivirent jusqu'en 1960.

## Histoire
Vers le milieu du Ier siècle apr. J.-C., une gigantesque exploitation agricole est implantée à Montmaurin, au pied des Pyrénées : le terrain exploité couvre plus d'un millier d'hectares, les employés sont au nombre de cinq cents. Plusieurs dizaines de constructions, logements des ouvriers et bâtiments agricoles (pars rustica), sont regroupés en bord de rivière (la Save) autour de la maison du maître (pars urbana). Un mur d'enceinte clôt l'ensemble sur une superficie de[réf. nécessaire] 18 ha.
La villa semble connaître une période d'abandon ou de semi-abandon, peut-être consécutive à une crue de la Save, fin IIe ou IIIe siècle[réf. souhaitée].
À la fin du IVe ou au début Ve siècle, deux campagnes d'importants remaniements sont entreprises ; elles transforment l'exploitation agricole en une résidence extrêmement luxueuse, un somptueux palais à deux péristyles dans le genre gréco-romain.[réf. nécessaire]
La villa est abandonnée postérieurement au Ve siècle,.
Plusieurs auteurs, dont Jean-Charles Balty, établissent un lien possible avec une famille impériale de Rome : un Népotien, empereur pendant moins d'un mois en 350, est le petit-fils - par sa mère Eutropia II - de Constance Chlore et de sa deuxième épouse Théodora ; son père s'appelait aussi Népotien. Avant que Népotien fils devienne empereur, il est possible que dans sa jeunesse Eutropia II ait habité à Montmaurin.

## Description

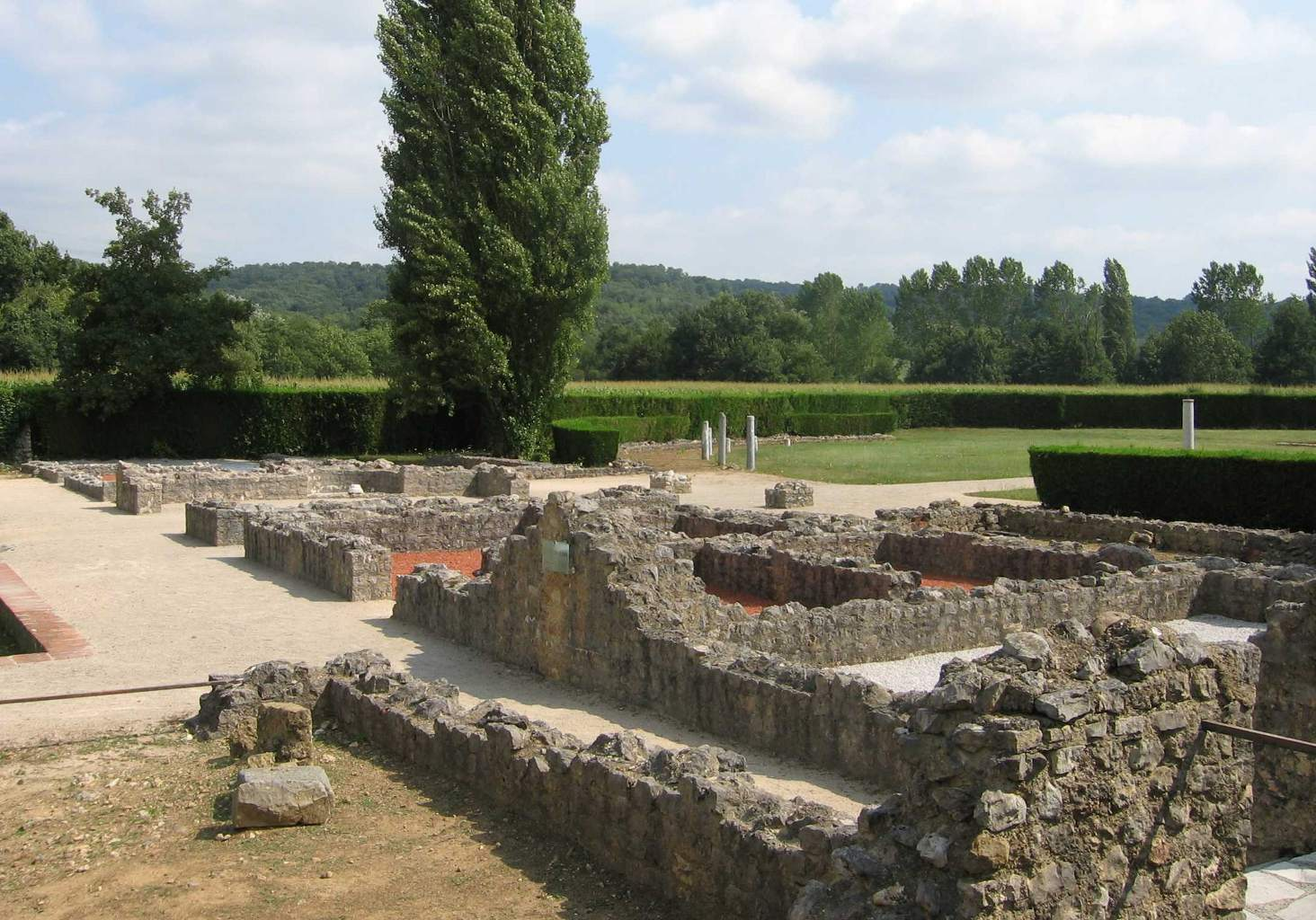
Corps de logis central, aile sud.

L'état actuel des vestiges reflète le dernier état de construction, à partir du IVe siècle.
La villa est orientée sud-ouest / nord-est. Dans sa plus grande longueur, la façade mesure 117 mètres.[réf. nécessaire]
On entre par une cour d'honneur en forme de demi-cercle : bordée de colonnades, elle inclut un temple hexagonal de type gaulois. Depuis la cour, un vestibule d'apparat ouvre sur le corps de logis central. Les quartiers d'habitation sont organisés autour d'une série de cours et de jardins intérieurs. Des vues sont aménagées pour contempler le panorama pyrénéen[réf. nécessaire]. Un premier péristyle de 60 m de diamètre est entouré de chambres ; au nord-est de celui-ci, le logis se prolonge par un second péristyle, plus petit ; au nord-ouest, une aile thermale comprend un nymphée et une piscine de plein air.[réf. nécessaire]
Les dépendances incluaient des forges, une tuilerie-briqueterie et un atelier de tissage.
Vers l'extrémité sud de la façade, à environ 60 m de la Save, se trouvent les ruines d'un bâtiment (nomenclaturé « II ») de plusieurs salles dont l'une forme un massif de 3,42 m de hauteur qui semble avoir soutenu une masse pesante surélevée. À l'extérieur, à environ 2 m du coin nord de ce bâtiment, se trouve un trou rempli de matériaux très divers : cendres et os, mobilier (bracelet, pièces de monnaie, outils variés, etc.), matériaux de démolition, etc. Le fond de ce puits se trouve à 10,60 m, au sommet d'une couche de marne bleue et à 6,08 m au-dessus du niveau de la Save. Il ne montre aucune infiltration d'eau et est étanche, ce qui a conduit à supposer qu'il a servi à collecter de l'eau de pluie ; mais il peut s'agit aussi d'un puits funéraire car si la partie basse est bien construite, le dépôt de cendres n'occupe que les derniers 2,60 m et ce dernier est protégé par plusieurs fermetures.

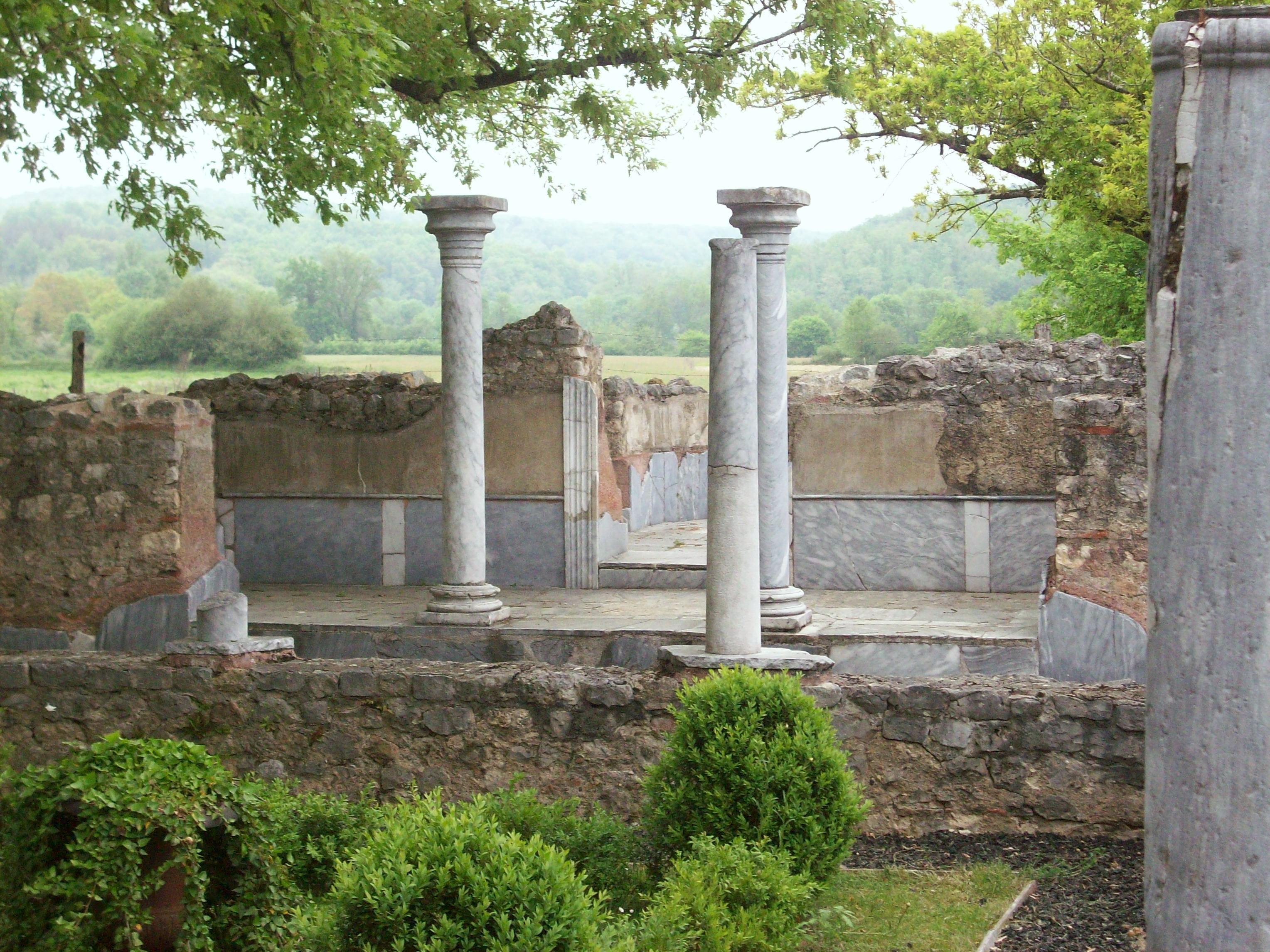
Aile thermale.
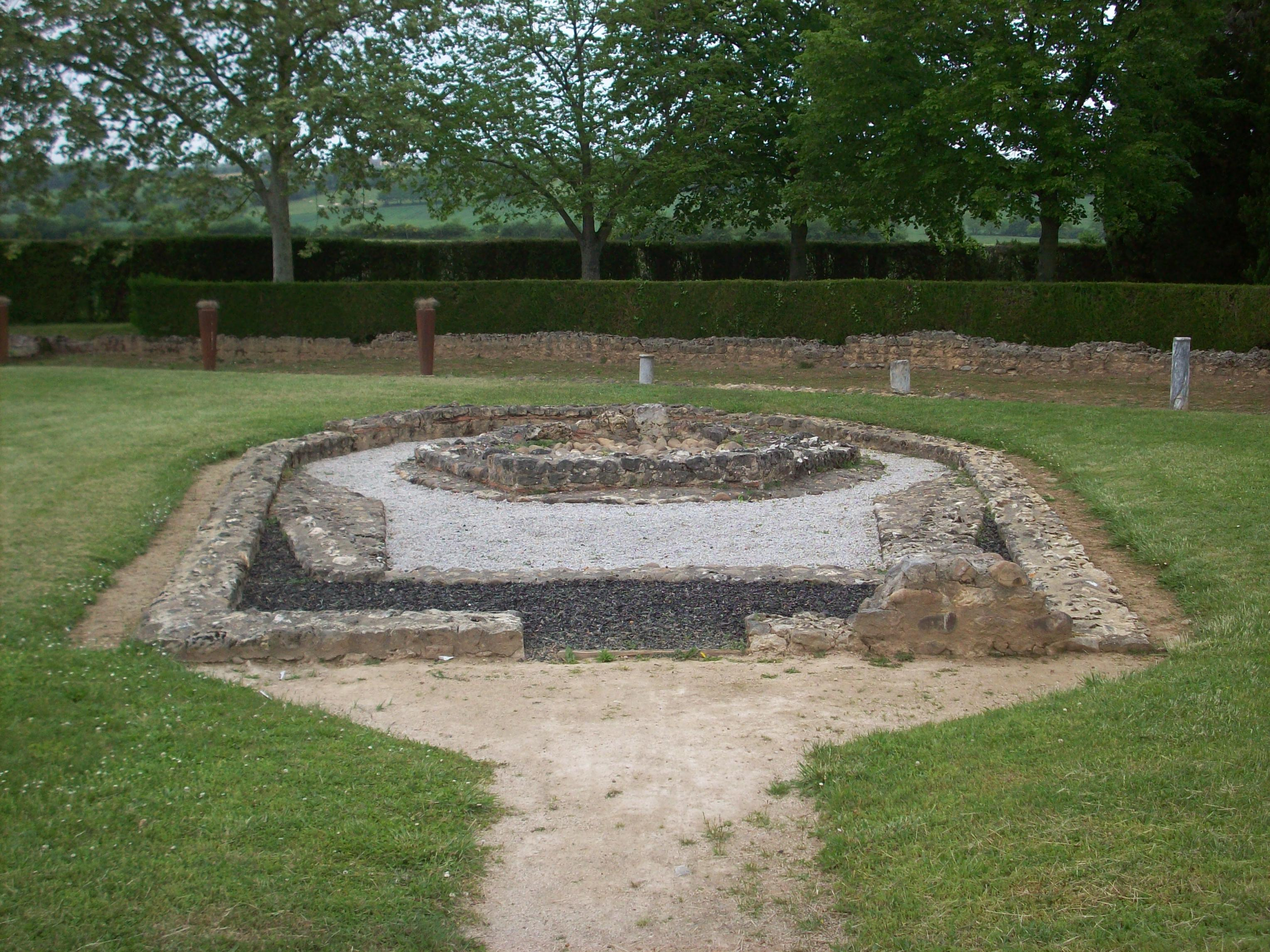
Temple.
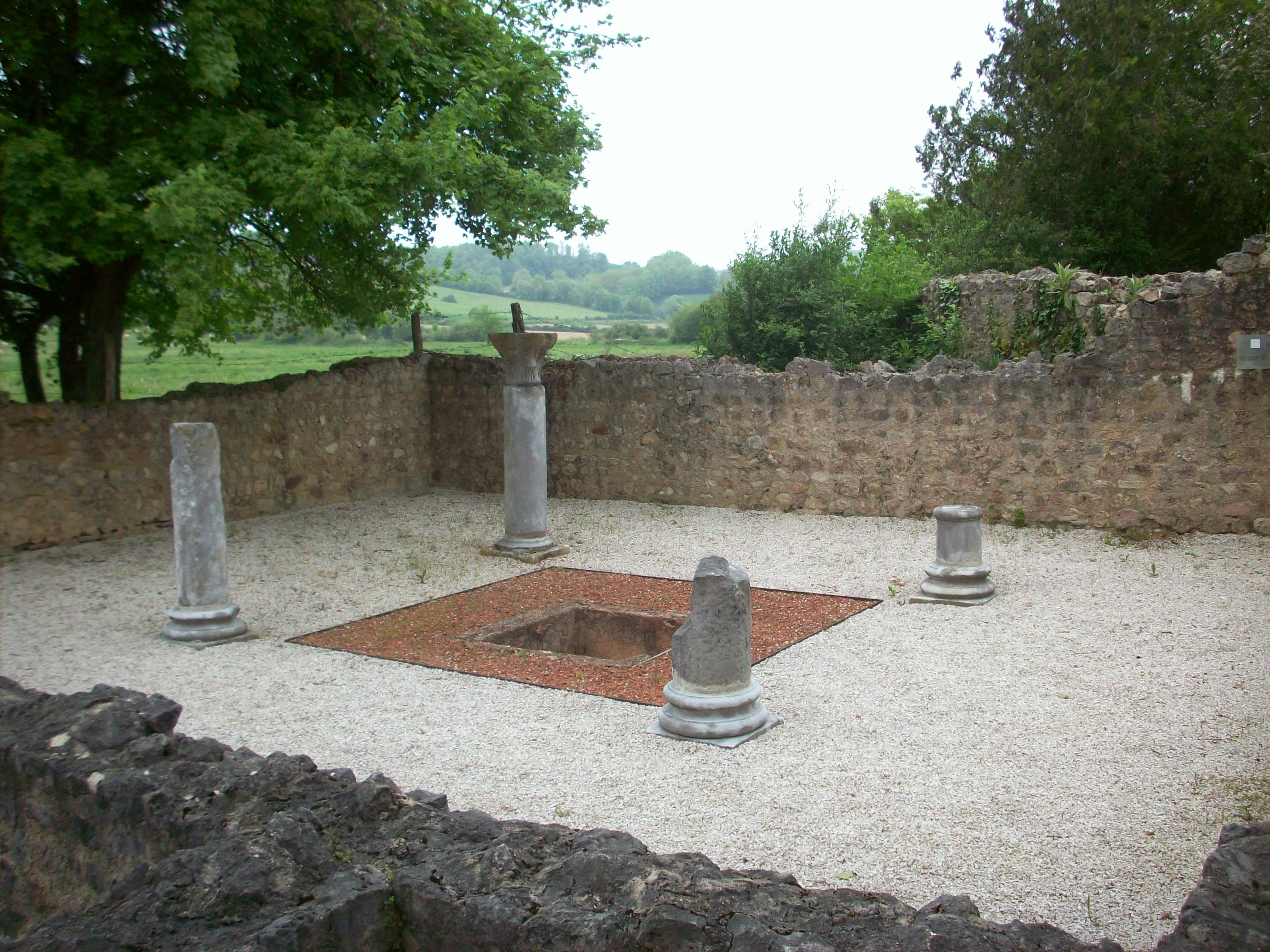
Atrium.
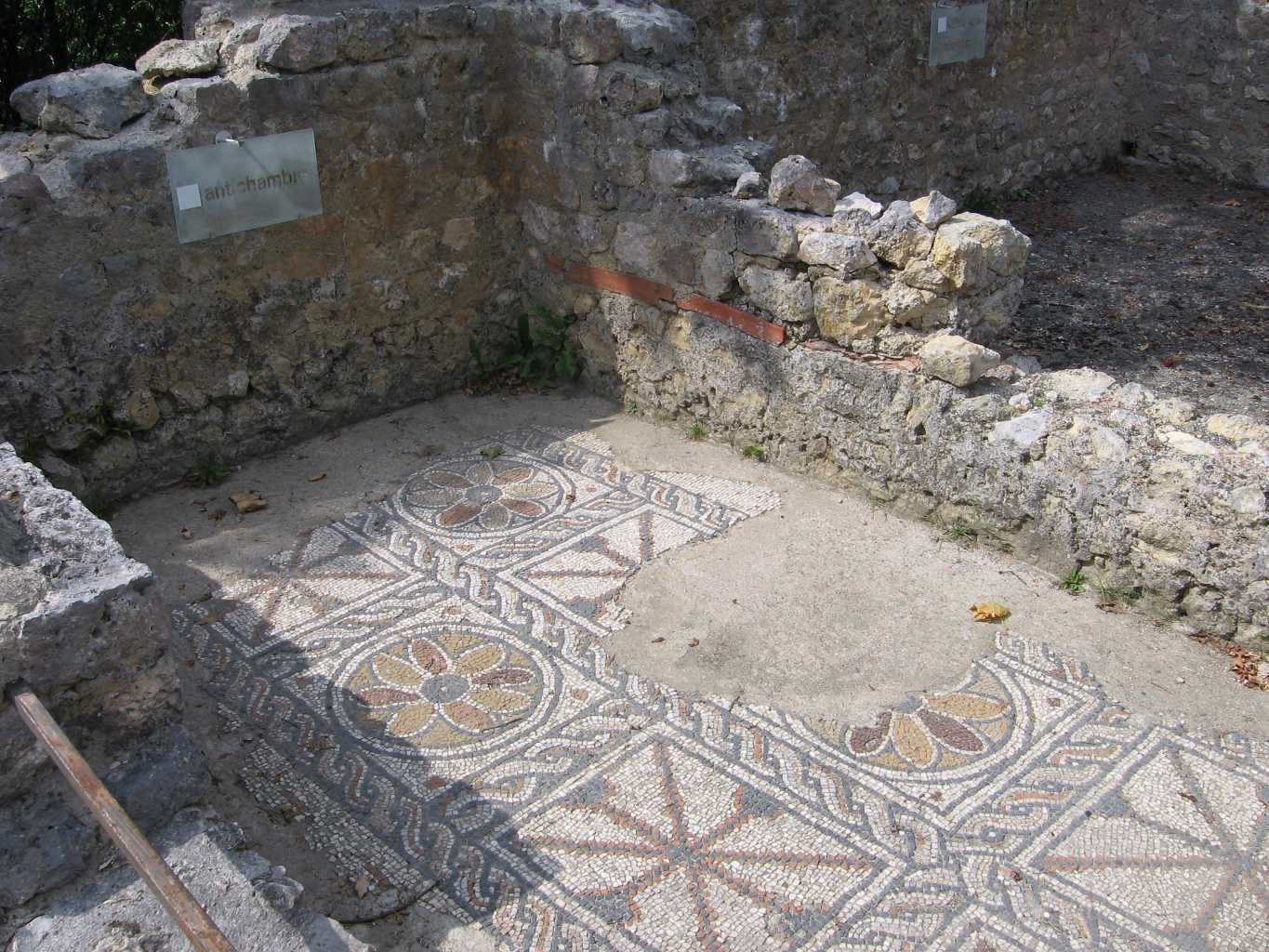
Mosaïque d'une antichambre.
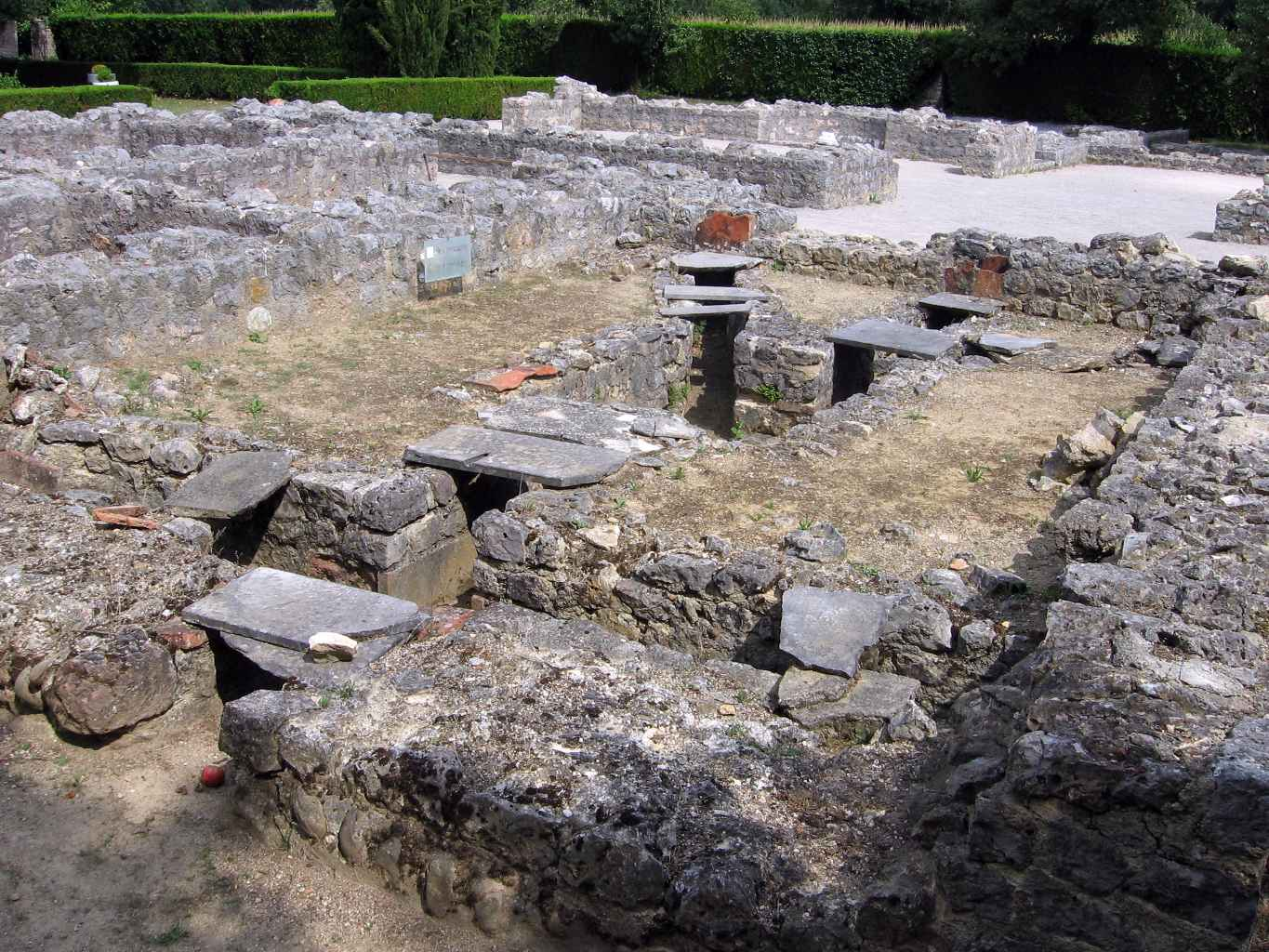
Hypocauste (système de chauffage par le sol).

## Protection
La villa gallo-romaine de Lassalles a été classée « monument historique » le 5 décembre 1949 sous le nom de villa gallo-romaine de Montmaurin. En 2010, elle est gérée par le Centre des monuments nationaux. Le site est ouvert au public et de nombreux objets retrouvés lors des fouilles (statues, monnaies, etc.) sont exposés au musée de Montmaurin.